# Astragalus freitagii
Astragalus freitagii es una especie de planta del género Astragalus, de la familia de las leguminosas, orden Fabales.

## Distribución
Astragalus freitagii se distribuye por Afganistán.

## Taxonomía
Fue descrita científicamente por Deml. Fue publicada en Boissiera 21: 98 (1972).